# Зак, Анна
Анна Кузенкова (ивр. אנה קוזנקוב‎; род. 12 марта 2001, Сочи, Россия), псевдоним Анна Зак (ивр. אנה זק‎) — израильская интернет-блогер (более 5 миллионов подписчиков в TikTok и более 1,4 миллиона подписчиков в Instagram), модель и певица.
Одна из самых влиятельных израильтянок в интернет-пространстве с 2016 года.
23 августа 2017 Анна Зак выпустила дебютный сингл и видеоклип «Money Honey».
2 января 2022 года вышел видеоклип «Лех Лишо́н» (ивр. לך לישון‎, дословно «Иди спать»), ставший прорывом в её музыкальной карьере, Анна попала в экспозицию «Избранные» Нового израильского Музея восковых фигур, стала одной из 50-ти израильских знаменитостей 2022 года, а её телефонный номер стал телефонной линией помощи молодёжи.

## Биография
Анна Кузенкова родилась в Сочи, Россия, в семье Натальи и Дениса Кузенковых. Её семья, в составе родителей, старшей сестры, бабушки и дедушки, репатриировалась в Израиль в 2010 году, когда ей было девять лет. Репатриация проходила по линии отца, так как её отец еврей, а мать нет. Семья поселилась в Ашдоде, и вскоре Анна освоила иврит. Позже родители разошлись, и её отец вернулся в Россию, где его работа была связана с Олимпийскими играми в Сочи, её старшая сестра в то время служила в израильской армии, а Анна училась в средней школе «Мекиф Хет» в Ашдоде. Фамилия «Зак» была выбрана в качестве укороченного броского сценического псевдонима.
В марте 2020 года Зак была призвана в Армию обороны Израиля и в марте 2022 года завершила службу.

## Карьера

### Телевидение
Карьера Анны началась в 2014 году с израильского детского реалити-шоу The Boys And The Girls, в 2020 году она стала ведущей этой программы.

### Модель
В 2016 году, в возрасте 15 лет, Анна заработала 50 тыс. шекелей, став лицом израильской обувной сети, что считается большой суммой для её возраста, снималась в рекламе бренда по удалению волос Veet, была выбрана лицом израильской кампании канцтоваров, в то время, как, по её словам, в её школе некоторые учителя не знали о её карьере в социальных сетях. В 2018 году она, вместе с другими известными израильскими моделями, участвовала в кампании бренда Fix, в 2020 году сотрудничала с израильским модным брендом одежды вместе с популярной израильской поп-группой Статик и Бен Эль Тавори.

### Соцсети
Уже в 2017 году крупный израильский новостной портал «Нана-10» поставил её на 10 -е место в списке израильской молодежи, влияющей на Инстаграм, в то время как Израильская интернет-ассоциация оценила её выше—как самого влиятельного израильского пользователя Instagram. В девятом классе ежемесячный доход от её профиля в социальных сетях составлял не менее 10 000 шекелей (примерно 2500 долларов США), не считая её спонсорских сделок.
Семья поддерживала её карьеру.

### Музыка
В 2017 году Анна стала ведущей шоу израильского телеканала Channel 24 (ранее Music 24) «Быть певцом», что позволило ей выпустить дебютный клип «Money Honey». В этом же году Анна выпустила второй клип «My Love», а также прошла прослушивание в международном проекте Саймона Фуллера «Now United», что означало регулярные рейсы из Израиля в Лос-Анджелес, пока она ещё училась в школе. Она стала солисткой группы, как это уже было однажды в России.
В 2018 году вышел клип «Bang Bang».
В 2019 году приняла участие в престижном израильском шоу Фестигаль, отметившем 40-летие.
В 2020 году выпустила видеоклип «Кубики» (ивр. קוביות‎) совместно с поп-дуэтом Статик и Бен-Эль Тавори и видеоклип «Block», ставший первой совместной работой с популярным израильским музыкальным продюсером Джорди.
В 2021 году вышел дебютный мини-альбом Анны Зак, видеоклип «Доброе утро, мир» (ивр. בוקר טוב עולם‎) в сотрудничестве с израильской певицей Насрин Кадри и популярным в Израиле дуэтом музыкантов, продюсеров и авторов текстов Доли и Пенн , а также клип «Forever Gever».
В 2022 году в музыкальной карьере Анны произошёл прорыв с клипом Лех Лишо́н (ивр. לך לישון‎, «Иди спать») и она была номинирована на участие (во второй раз) в европейской премии MTV Europe Music Award for Best Israeli Act.

## Личная жизнь
С 2019 года находится в отношениях с израильским певцом Рои Сендлером.